# Округ
О́круг (англ. district, circle, нім. Bezirk, Kreis, лат. districtus, circulus, ісп. і порт. distrito, círculo, фр. arrondissement, cercle, араб. دائرة‎, daerah, пол. okręg, obwód, чеськ. і словац. okres), або ж. р. окру́га — адміністративно-територіальна одиниця країни. Район діяльності якого-небудь державного органу галузевого управління.
Округ був адміністративно-територіальною одиницею УРСР у 30-х рр. XX ст., тоді як адміністративно-територіальна одиниця УСРР у 1923—1930 рр. називалася «округа» (у 1923—1925 рр. — у складі губерній, після їх скасування — самостійна одиниця).
- При перекладі українською назв низових територіально-адміністративних одиниць багатьох країн світу (наприклад, Франції, Чехії, Словаччини).
  - Округ (Франція)
  - Округ (Німеччина)
  - Округи Шрі-Ланки
  - Округ (Індія)

## Словосполучення
Слово «округ» часто використовується в українській мові також і в інших словосполученнях — широко вживаних поняттях:
- Виборчий округ — територіальна одиниця, створювана для проведення виборів.
- Військовий округ — вища військова адміністративно-територіальна одиниця, завданням якої є підготовка країни до оборони.
- Національний округ (в СРСР) або автономний округ (у СРСР чи РФ) — національно-адміністративна одиниця у складі краю або області, що відзначається особливим національним складом і побутом населення.
- Старостинський округ — частина території об'єднаної територіальної громади, на якій розташовані один або декілька населених пунктів (сіл, селищ), крім адміністративного центру об'єднаної територіальної громади, визначена сільською, селищною, міською радою з метою забезпечення представництва інтересів жителів такого населеного пункту (населених пунктів) старостою.